# Unterschwellenvergabeordnung
Die Unterschwellenvergabeordnung (UVgO) regelt das Verfahren zur Vergabe von Liefer- und Dienstleistungsaufträgen unterhalb der Schwellenwerte des § 106 Abs. 2 des Gesetzes gegen Wettbewerbsbeschränkungen (EU-Schwellenwerte).
Sie  ersetzt in ihrem Anwendungsbereich die Vergabe- und  Vertragsordnung  für  Leistungen – Teil  A (VOL/A) und orientiert sich strukturell an der für öffentliche Aufträge oberhalb der EU-Schwellenwerte geltenden Vergabeverordnung von April 2016.

## Inkrafttreten
Bekanntgemacht wurde die UVgO am 7. Februar 2017 im Bundesanzeiger. Für den Bund ist die UVgO aber erst durch die Änderung der Verwaltungsvorschriften zu § 55 BHO am 2. September 2017 in Kraft getreten. Die Länder regeln das Inkrafttreten in ihren haushaltsrechtlichen Vorschriften.
Landesrechtliche Regelungen erließen bisher alle Bundesländer mit Ausnahme von Sachsen:
- Hamburg (in Kraft seit dem 1. Oktober 2017)[5],
- Bremen (in Kraft seit dem 19. Dezember 2017)[6],
- Bayern (in Kraft seit dem 1. Januar 2018)[7],
- das Saarland (in Kraft seit dem 1. März 2018)[8],
- Brandenburg (in Kraft seit dem 1. Mai 2018)[9],
- Nordrhein-Westfalen (in Kraft seit dem 9. Juni 2018)[10],
- Schleswig-Holstein (in Kraft seit dem 1. Juli 2018)[11],
- Baden-Württemberg (in Kraft seit dem 1. Oktober 2018)[12],
- Mecklenburg-Vorpommern (in Kraft seit dem 1. Januar 2019)[13],
- Thüringen (in Kraft seit dem 1. Dezember 2019)[14],
- Niedersachsen (in Kraft seit dem 1. Januar 2020)[15],
- Berlin (in Kraft seit dem 1. April 2020)[16],
- Hessen (in Kraft seit dem 1. September 2021)[17],
- Rheinland-Pfalz (in Kraft seit dem 7. September 2021)[18].
- Sachsen-Anhalt (in Kraft seit dem 1. März 2023)[19]

## Inhalt
Die UVgO regelt vor allem die zulässigen Verfahrensarten im unterschwelligen Bereich und ihren Ablauf. Als solche benennt § 8 UVgO die öffentliche Ausschreibung, die beschränkte Ausschreibung (mit und ohne Teilnahmewettbewerb) und die Verhandlungsvergabe (mit und ohne Teilnahmewettbewerb). Unter den Ausschreibungsvarianten öffentliche Ausschreibung und beschränkte Ausschreibung mit Teilnahmewettbewerb kann ein öffentlicher Auftraggeber frei wählen; die anderen  Vergabearten sind hingegen nur dort zulässig, wo die UVgO sie ausnahmsweise anordnet oder zulässt. Rechtsgrundlage hierfür bilden § 8 Abs. 3 UVgO (beschränkte Ausschreibung ohne Teilnahmewettbewerb) und § 8 Abs. 4 UVgO (Verhandlungsvergabe mit und ohne Teilnahmewettbewerb). Die bislang gestattete freihändige Vergabe hingegen entfällt; an ihre Stelle tritt die Verhandlungsvergabe. Die UVgO orientiert sich in Struktur und Inhalt an der Vergabeverordnung (VgV) und verweist an einigen Stellen auf den vierten Teil des Gesetzes gegen Wettbewerbsbeschränkungen. Von der Rechtsprechung entwickelte Auslegungsmaßstäbe für die Bestimmungen der VgV lassen sich somit in den meisten Fällen auch für die Regelungen der UVgO anwenden.